# Catachlorops lanei
Catachlorops lanei är en tvåvingeart som beskrevs av Barretto 1946. Catachlorops lanei ingår i släktet Catachlorops och familjen bromsar. Inga underarter finns listade i Catalogue of Life.